# Новгородская Карамзинская летопись
Новгородская Карамзинская летопись — русская летопись первой половины XV века. Летопись включает не только новгородские, но и общерусские известия. Содержит две подборки летописного текста, доведённые соответственно до 1411 и 1428 годов.

## Текстология
Известна в одном списке летописи конца XV — начала XVI века, который принадлежал Н. М. Карамзину, что нашло отражение в названии летописи.
Впервые летопись исследовал А. А. Шахматов. Он не был уверен в её определении, рассматривая летопись либо в качестве первоначальной редакции Новгородской четвёртой летописи, либо как отражение общего источника Новгородской четвёртой и Софийской первой летописей, свода 1448 года. Я. С. Лурье считал первое более вероятным, поскольку в ряде случаев как Новгородская Карамзинская, так и Новгородская четвёртая летопись, имеют чтения, явно вторичные по отношению к Софийской первой летописи, в том числе сокращения крупных летописных повестей Софийской первой летописи, дублирование ряда известий и др. По этой причине Новгородская Карамзинская летопись не могла отражать общий протограф Софийской первой и Новгородской четвёртой летописей. В то же время в сравнении с Новгородской четвёртой текст Новгородская Карамзинская летопись явно первична. В ряде случаев её текст здесь ближе к Софийской первой летописи. Новгородская Карамзинская летопись включает ряд памятников, отсутствующих в Софийской первой летописи, от которых в Новгородская четвёртая летописи читаются лишь фрагменты.
Единственный сохранившийся список Новгородской Карамзинской летописи характерен характерен необычным расположением текста, состоящего из трёх частей. До рассказа 6495 года о крещении Руси текст почти совпадает с Новгородской четвёртой летописью, однако затем следует текст известий 6497 (989) — 6919 (1411) годов, которые соответствуют первым половинам годовых статей Новгородской четвёртой летописи и связаны с Новгородом, затем — текст известий с 6496 (988) — 6936 (1428) годов, соответствующих вторым половинам годовых статей Новгородской четвёртой летописи. Все эти три части написаны одним почерком, без разделяющих заголовков. Текст 6427—6919 годов и следующий за ним текст 6496—6936 годов не могут быть самостоятельными памятниками, поскольку обе эти части фрагментарны и зачастую становятся понятными только при воссоединении годовых статей обеих частей. По мнению Шахматова это расположение текста возникло в результате неудачной попытки переписчика сохранившегося списка из «обыкновенного летописного свода», близкого к Новгородской четвёртой летописи, создать «механическую» выборку новгородских известий. Писец понял неудачность своей попытки и выписал из оригинала все пропущенные ранее места.
Лурье предполагал, что разделение свода 1448 года могло быть произведено сознательно. Разделение текста на более важную и менее важную, с точки зрения редактора, части имеет место в других летописях, например в Вологодско-Пермской летописи первой редакции.
Г. М. Прохоров и А. Г. Бобров предполагали, что более ранней по отношению к Новгородской четвёртой летописи была только первая часть Новгородской Карамзинской летописи. Первая половина (до 6495 года и 6497—6919 годы) и вторая половина (6496—6936 годы) Новгородской Карамзинской летописи являются не выборками из одного источника, а созданными в разное время памятниками, называемыми НК1 и НК2 и независимыми друг от друга. Начальная версия НК1 послужила источником Софийской первой летописи. НК2, напротив, была составлена из Софийской первой летописи. HК1 и НК2 послужили заготовками для Новгородской четвёртой летописи. Лурье отвергает эту точку зрения, поскольку текст Новгородской Карамзинской летописи на всем протяжении содержит местные новгородские дополнения, являющиеся вторичными по отношению к Софийской первой летописи и однотипные как в НК1, так и в НК2. Кроме того, НК1 содержит ряд чтений, вторичных относительно Софийской первой летописи, а последняя включает ряд чтений, вторичные в сравнении с НК2. Соотношения между текстами двух частей Новгородской Карамзинской летописи и текстом Новгородской четвёртой летописи, с одной стороны, и текстом Софийской первой летописи — с другой, по мнению Лурье, могут объясняться существованием общего источника данных летописей — Новгородско-Софийского свода (у Шахматова свод 1448 года), доведённого до 1418 или до 1425 года (сходное известие в Новгородской Карамзинской и Софийской первой летописях).
Новгородская Карамзинская летопись имеет ряд уникальных статей, в частности, грамоты константинопольского патриарха Антония в Новгород 1390 и 1394 годов, не сохранившиеся в других текстах.

## Издание
- Полное собрание русских летописей. — Т. 42. Новгородская Карамзинская летопись. — СПб. : Дмитрий Буланин, 2002. — 221 с. — 800 экз. ISBN 5-86007-217-1.